# Make It Happen
Singles de Mariah Carey
Can't Let Go
(1991) I'll Be There
(1992)
Make It Happen est une chanson de l'artiste américaine Mariah Carey issue de son second album studio : Emotions (1991). Elle est écrite et produite par Carey, David Cole et Robert Clivillés et sort en single le 4 avril 1992 sous le label Columbia Records. Peu après sa sortie en single, Make It Happen est l'objet d'une poursuite judiciaire réclamant 500 000 $. Cette chanson pop, RnB, dance-pop intègre aussi du gospel au moment du pont. Décrite par Chris Nickson comme sa chanson la plus personnelle et inspirée (jusqu'à Hero), elle parle des problèmes personnelles de Carey avant de connaître la célébrité et comment sa foi a réussi à l'aider.
La chanson est acclamée par les critiques musicaux qui saluent le mélange de plusieurs genres et les paroles très personnelles. À côté de son succès critique, la chanson connaît un succès moyen aux États-Unis et maigre dans le monde comparé à ses singles précédents. Elle atteint la cinquième place du Billboard Hot 100 et la 42e du classement annuel. La chanson est septième au Canada et entre dans le top 40 en Australie et au Royaume-Uni mais n'atteint pas le top 50 en Allemagne et aux Pays-Bas.
Le clip est tourné dans une cathédrale. Un évènement caritatif, intitulé Save Our Church, présente Carey comme interprète principale, et est accompagnée d'une chorale alors qu'elle chante et encourage son public. À côté du message religieux de la vidéo, la vidéo montre des hommes et des femmes de différents horizons. Carey interprète la chanson lors de plusieurs tournées tout au long de sa carrière, et la piste est incluse dans la compilation Greatest Hits (2001) et Playlist: The Very Best of Mariah Carey (2010).

## Genèse
Lorsqu'elle était enfant, Carey vivait avec sa mère Patricia dans un petit appartement de Long Island à New York. Ils étaient pauvres et sa mère enchaînait les petits boulots. Carey a changé plusieurs fois d'école et à l'âge de 17 ans, elle s'offre un studio dans Manhattan avec d'autres filles pour poursuivre une carrière musicale. Elle a déjà commencé à faire des démos avec Ben Margulies, un camarade de l'université de Huntington à Long Island. Durant cette période, elle a un style de vie pauvre et doit souvent partager une boîte de spaghettis avec ses cinq compères et porte des chaussures usées. Elle enchaîne plusieurs petits boulots et jongle entre l'école et la musique.
Après l'obtention de son diplôme, Carey s'investit davantage dans sa musique tout en travaillant sporadiquement dans différents boulots. Elle commence à collaborer avec la chanteuse portoricaine Brenda K. Starr en tant que choriste, en essayant de trouver de nouvelles occasions pour rencontrer de grands producteurs. Lors d'un gala de Sony, Starr donne une copie de la démo de Carey à Tommy Mottola. Il est impressionné et signe un contrat avec Carey. Deux ans plus tard en 1991, elle écrit des chansons pour son deuxième album : Emotions. Durant la composition de l'album, Carey décide d'écrire une chanson qui reflèterait son style de vie avant le succès. Elle pense que les auditeurs devaient entendre son histoire pour les inciter à vivre leurs rêves. Carey écrit ce qui est considéré par Chris Nickson comme sa « chanson la plus inspirée » (jusqu'à Hero) et la nomme Make It Happen.

## Structure musicale
Après le succès de son premier album, Carey désire parler de ses problèmes avant de signer un contrat avec Columbia. Elle espère que ses fans comprendront ce qu'elle a vécu seulement deux ans auparavant et qu'elle les inspirera. Dans la chanson, elle chante : « Not more than three short years ago / I was abandoned and alone / Without a penny to my name / So very young and so afraid / No proper shoes upon my feet / Sometimes I couldn't even eat / I often cried myself to sleep ». Plus loin, elle chante : « But still I had to keep on going / I struggled and I prayed / And finally found my way » et se rappelle comment sa foi l'a guidée et l'a aidée à s'épanouir dans sa carrière et exprime l'importance de nouer une relation avec Dieu. Chris Nickson analyse la chanson, les paroles et la structure musicale :

« Ce n'est pas juste de la confiance en soi et du talent, mais l'habileté de se laisser partir, de prier Dieu, et d'avoir confiance en ce qui se passe. Ce sont, de loin, ces mots les plus inspirés à ce jour, et fait savoir aux autres qu'il n'y a pas à se soucier de ce qu'ils leur arrivent, ne pas se soucier des moments difficiles, et gagnent en étant aidés. Musicalement, la piste a un rythme dance mineur, très Motown, qui est dû au gospel, et un refrain – chanté par Mariah, Trey et Patrique – qui glorifie le couplet où elle répète son message très positif. »

Make It Happen est une piste dance qui tire ses influences de la pop, du RnB, du gospel et de la dance-pop ; son tempo est de 108 pulsations par minute. La chanson est écrite et produite par Carey, David Cole et Robert Clivillés. Il est le troisième et dernier single de l'album Emotions. La chanson emploie plusieurs instruments : le piano, la guitare, la basse, l'orgue et le tambour de basque. De plus, Carey intègre une chorale dans le pont, qui, selon Nickson, aide la chanson à devenir un hymne. La chanson a une mesure en 4/4 et est composée dans la tonalité de Ré majeur. La gamme vocale de Carey s'étend des notes La3 à Sol5 et le refrain suit la progression d'accords Solsus2, Sol, Sol/Fa, Mi m7, Sol/Ré, Do, Sol/Si et La m7. La chanson présente une sorte de grondement vocal, un arrangement de gospel et des airs d'église. Les critiques ont comparé la chanson à une prière et complimente son « sentiment jazzy ».

## Accueil

### Critique
Make It Happen reçoit généralement de bonnes critiques, la plupart complimente les paroles. Stephen Thomas Erlewine d'AllMusic choisit la chanson comme l'un de ses deux choix d'Emotions, tandis que Jon Pareles de The New York Times la considère comme « une homélie pop gospel ». Steve Morse de The Boston Globe écrit : « C'est un message positif qui s'envole à travers un réarrangement gospel. Après l'avoir entendue, nous comprenons pourquoi la star gospel Shirley Caesar... une grande influence ». Lors d'une critique différente, Morse trouve Make It Happen « glorieuse » et la décrit comme « une part de son autobiographie spirituelle ». Lors d'une critique de Greatest Hits en décembre 2001, Devon Powers de PopMatters la considère comme « un pouvoir à travers une prière » et décrit que quelques-unes des paroles ont des « tons d'église ». Rob Tannenbaum de Rolling Stone décrit la piste comme « un joli conte qui raconte comment elle garde sa foi malgré les moments difficiles » et complimente son « grondement irascible ». Jan DeKnock de Chicago Tribune la trouve « optimiste » et « inspirée », tandis que Melissa A. Jacque de St. Petersburg Times écrit : « Carey évoque une force profonde et l'amour de sa vie, et la musique a un sentiment jazzy dans toute sa finesse ». Michael Corcoran de Chicago Sun-Times trouve que c'est « une composition comme si comme ça » et la décrit comme une production de « zombie dance pop » mais qu'elle sauve la « voix époustouflante » de Carey.

### Commercial
Le premier album de Carey se vend à quinze millions d'exemplaires et génère quatre numéros un dans le Billboard Hot 100. Même si Emotions est devenue le cinquième numéro un de la chanteuse, les ventes de l'album du même nom stagnent. Alors que les ventes d'Emotions chutent, Columbia sortent Make It Happen comme troisième single. Après une forte promotion autour de la chanson, elle n'atteint que la cinquième position du Hot 100, le single le moins bien classé à l'époque. Elle reste dans le top 40 pendant seize semaines et est située à la 42e place du classement annuel de 1992. La chanson reçoit beaucoup de diffusions radiophoniques mais se vend moyennement et sa meilleure position est due grâce aux diffusions radiophoniques qui sont plus importantes que les ventes. Le 22 février 1992, Make It Happen débute à la 97e place du hit-parade canadien. Le 16 mai, elle atteint la septième position et reste dans le classement pendant 19 semaines,.
Le succès de la chanson en Australie et Europe est moindre que celui de ses singles précédents. Le 10 mai 1992, Make It Happen entre à la 45e place du hit-parade. La semaine suivante, elle grimpe jusqu'à la 35e et reste cinq semaines dans le classement. Similairement aux Pays-Bas, la chanson est 59e et passe cinq semaines dans le hit-parade. La chanson entre à la vingtième position du UK Singles Chart le 18 avril. La semaine suivante, elle gagne trois places et cette nouvelle position restera son sommet. Make It Happen gagne le BMI Pop Award en 1992.

## Poursuite judiciaire
En juin 1994, Carey, Cole, Clivillés et Columbia Records sont poursuivis par l'auteur Kevin McCord, qui les accuse d'avoir intégré des éléments musicaux de sa chanson I Want to Thank You, datant de 1979 dans Make It Happen. McCord dit : « Si vous écoutez les accords du début de la chanson, la similarité est évidente. Ce sont les mêmes accords dans une tonalité différente » ; il remarque également des similarités dans les paroles. Le camp de Carey déclare initialement qu'il n'a aucune preuve pour les poursuivre mais l'avocat de McCord démontre que les auteurs de la chanson ont transféré leurs intérêts légaux de I Want to Thank You de McCord « vers une chanson pour juger leurs droits ». Bien que le porte parole de Carey maintient que les accusations sont fausses, McCord dit qu'il a refusé les offres de dommages et intérêts du camp de Carey. Il accepte une offre de dédommagement de 500 000 $.

## Clip
Le clip de Make It Happen est réalisé par Marcus Nispel et montre Carey chanter dans une église. Il y a un évènement caritatif intitulé Save Our Church dans lequel les pratiquants rassemblent de l'argent. Au début de la vidéo, les huissiers entrent dans l'église et viennent chercher les prémisses avant sa fermeture. Peu après, cependant, Carey monte sur la scène avec quelques choristes et est rejointe dans l'édifice par plusieurs groupes religieux. Alors qu'elle commence à chanter, une chorale d'enfants située sur une petite scène chantent dans des registres supérieurs. Plusieurs musiciens entrent dans l'église au fur et à mesure de la vidéo.
Vers la fin de la vidéo, le public acclame Carey et commence à applaudir et la saluer. Nispel dit qu'il a rajouté des sons comme des acclamations ou des cris pour que la vidéo ressemble plus à « une expérience réelle et directe ». Dans sa biographie de Carey, Nickson remarque des hommes, des femmes et des enfants très différents : « La vidéo essaie d'intégrer et de favoriser l'image de la croyance religieuse et l'égalité raciale. Le public, qui remplit cette église poussiéreuse et déserte, occupe la plupart du bâtiment : les jeunes et les vieux (avec une forte accentuation sur les enfants), handicapés ou pas, de toutes les races et couleurs ».

## Interprétations scéniques
Carey interprète Make It Happen à la télévision, lors d'apparitions caritatives, et de tournées. Sa première interprétation en direct remonte au MTV Unplugged en 1992. La prestation est enregistrée le 16 mars 1992 aux Kaufman Astoria Studios dans le Queens à New York. Le concert montre plusieurs musiciens, choristes et une équipe de dix personnes qui filme et enregistre. Le concert est sous la direction de Larry Jordan, qui a déjà travaillé avec Carey sur le clip de Someday. Nickson pense que la prestation est bien meilleure que la version studio, grâce à son aspect dépouillé et à sa voix :

« La rudesse de cette version dépasse la version studio de Emotions comme elle ne pourra jamais la rattraper. Dans l'atmosphère stérile d'un studio, où la perfection, la technologie, et les overdubs sont les règles, la spontanéité n'a aucune place. Sur scène, c'est évalué, et cette prestation l'a. Chacun pousse chacun encore plus pour donner quelque chose de merveilleux, et au vu de l'accueil, le public réalise qui est Mariah quand la chanson est finie. C'est un moment rare, l'une de ses véritables interprètes qui n'arrivent jamais à se satisfaire elles-mêmes. »

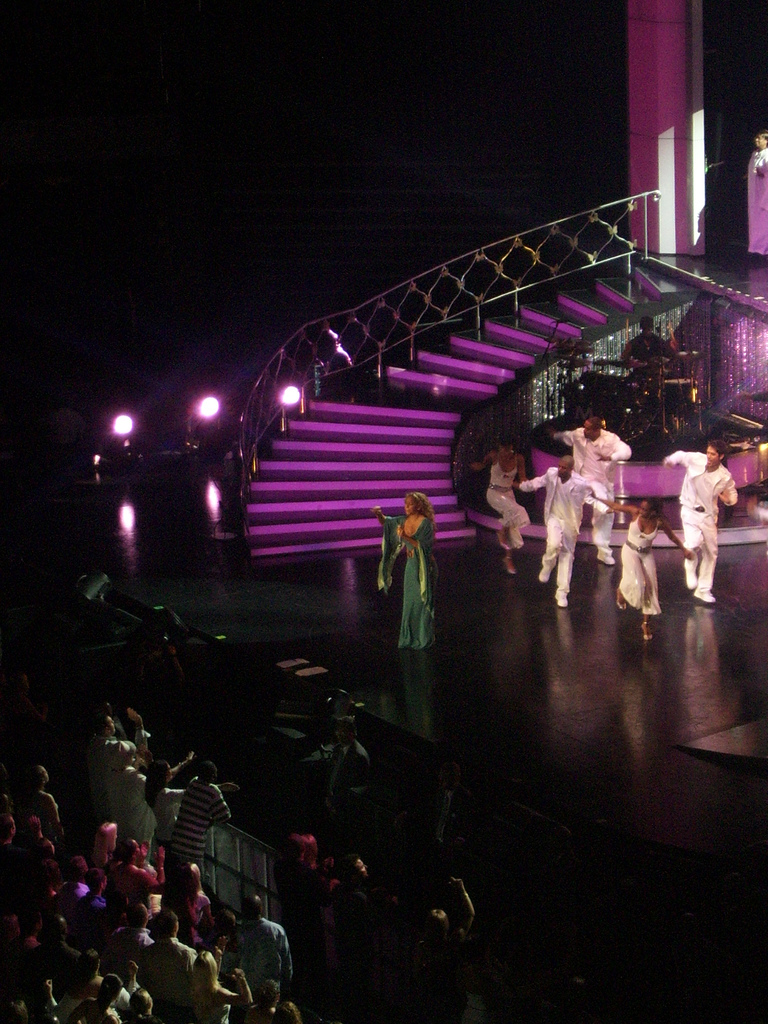
Mariah Carey interprète Make It Happen lors des Adventures of Mimi Tour.

Carey interprète Make It Happen lors d'un concert privé au Proctor Theatre le 15 juillet 1993. Le concert sort dans une vidéo intitulée Here Is Mariah Carey (1993). Lors des premiers VH1 Divas en 1998, Carey ouvre l'évènement avec My All, son nouveau single, puis enchaîne avec Make It Happen. Lors de la prestation, une chorale l'accompagne,. Le 2 juillet 2005, elle donne un concert caritatif, le Live 8, au Hyde Park. L'évènement a été suivie par 9,6 millions de britanniques dont 200 000 y ont assisté,. Carey interprète trois chansons : elle ouvre avec We Belong Together puis Make It Happen et finit par Hero. Elle est assistée d'une chorale d'enfants africains. Le 12 avril 2005, elle interprète la chanson lors d'un concert à Good Morning America et rassemble le plus grand nombre de personnes au Times Square depuis décembre 2004. Après avoir interprétgé It's Like That avec Jermaine Dupri, elle est rejointe par plusieurs choristes hommes et femmes, qui portent tous des robes blanches et forment une chorale de gospel. Similairement, le 2 octobre 2009, elle donne un concert pour The Today Show. Elle interprète Make It Happen avec une chorale d'église et un quatuor d'enfants.
À côté de ses prestations télévisées et évènements caritatifs, Make It Happen fait partie de la programmation de plusieurs tournées. Elle l'interprète lors du Music Box Tour et du Daydream World Tour en 1993 et 1996. Durant les premiers concerts à Tokyo qui se tiennent le 7 mars 1996, Carey interprète la chanson avec une chorale de 25 personnes ainsi que plusieurs musiciens et choristes. Make It Happen fait partie de la programmation du Butterfly World Tour en 1998, durant laquelle elle est rejointe par plusieurs membres d'une chorales et musiciens. Similairement, deux ans plus tard, elle est la neuvième chanson de la programmation de quelques concerts du Rainbow World Tour. Les prestations suivantes du Charmbracelet World Tour et The Adventures of Mimi Tour sont assez similaires, avec une chorale qui rejoint la chanteuse ainsi que quelques choristes et musiciens. Lors du Angels Advocate Tour, la chanson sert d'interlude dansante ; Carey entre lors du pont. Le 26 septembre 2010, lors d'un concert à Singapour, Carey chute sur scène et cette chute est due aux hauts talons de la chanteuse qui ont coûté 10 000 $. Elle demande à son assistant de les enlever et continue le concert pieds nus.

## Versions
| É.U. CD maxi single 1. Make It Happen (Extended Version) – 6:15 2. Make It Happen (Dub Version) – 7:27 3. Make It Happen (C+C Classic Version) – 5:22 4. Make It Happen (Radio Edit) – 4:52 5. Make It Happen (LP Version) – 5:07 6. Emotions (Special Motion Edit) – 4:45 É.U. Vinyle 45 tours, single R.U. et cassette R.U., 1. Make It Happen (Extended Version) – 6:15 2. Make It Happen (Dub Version) – 7:27 3. Make It Happen (C+C Classic Version) – 5:22 4. Make It Happen (LP Version) – 5:07 | É.U. et R.U. single 33 tours, 1. Make It Happen (Edit) – 4:05 2. Emotions (Special Motion Edit) – 4:45 R.U. CD maxi single 1. Make It Happen (Radio Edit) – 4:52 2. Make It Happen (Extended Version) – 6:15 3. Make It Happen (Dub Version) – 7:27 4. Make It Happen (C+C Classic Version) – 5:22 5. Make It Happen (LP Version) – 5:07 |

## Classements
| Pays                                               | Position |
| -------------------------------------------------- | -------- |
| Allemagne                                          | 74       |
| Australie                                          | 35       |
| Canada                                             | 7        |
| Pays-Bas                                           | 59       |
| Royaume-Uni                                        | 17       |
| États-Unis Billboard Hot 100                       | 5        |
| États-Unis Billboard Hot Adult Contemporary Tracks | 13       |
| États-Unis Billboard Hot Dance Club Play           | 16       |
| États-Unis Billboard Hot R&B/Hip-Hop Songs         | 7        |

| Pays       | Position | Année | Période   |
| ---------- | -------- | ----- | --------- |
| États-Unis | 42       | 1992  | 1991-1992 |

## Compléments